# Alexa von Schwichow
Alexa von Schwichow (Offenbach del Meno, RFA, 17 de septiembre de 1975) es una deportista alemana que compitió en judo. Ganó una medalla de bronce en el Campeonato Europeo de Judo de 1994 en la categoría de –52 kg.
Participó en los Juegos Olímpicos de Atlanta 1996, donde finalizó novena en la categoría de –52 kg.

## Palmarés internacional
| Campeonato Europeo | Campeonato Europeo | Campeonato Europeo | Campeonato Europeo |
| Año                | Lugar              | Medalla            | Categoría          |
| ------------------ | ------------------ | ------------------ | ------------------ |
| 1994               | Gdańsk (Polonia)   | Medalla de bronce  | –52 kg             |